# Lisa McGrillis
Lisa McGrillis (Cheltenham, 3 september 1982) is een Brits actrice, die vooral bekend is door haar rol in de tv-serie Inspector George Gently als Rachel Coles.
Ze is opgegroeid in Carlisle in een gezin met drie broers. Ze studeerde aan de 'University of Newcastle upon Tyne'. 
Ze had onder meer rollen in:
- het toneelstuk The Pitmen Painters (2007-2010)
- de sitcom Hebburn als Vicki (2012-2013)
- de serie Inspector George Gently als Rachel Coles (2014-2017)

McGrillis is in 2015 getrouwd met de acteur Stuart Martin. Ze hebben een kind.